# Bendisz
Bendisz ókori trák istenség, a hold és a vadászat istennője, Artemisz istennővel azonosították.
Bendisz istennő kultusza Trákiából ered, de találkozott Artemisz, a vadászat istennőjének görög kultuszával és összekapcsolódott vele. Bendiszt általában szatírokkal ábrázolják, és úgy tartják, hogy éjszaka jelenik meg.
Platón korában már nagy népszerűségnek örvend. Tiszteletére rendszeresen rendeztek ünnepségeket. Neve felbukkan Az Állam című műben, mikor Szókratész és társai épp hazafelé tartanak az istennő tiszteletére rendezett ceremóniákról.